# Henri Chapron
 (février 2012).
Pour les articles homonymes, voir Chapron.

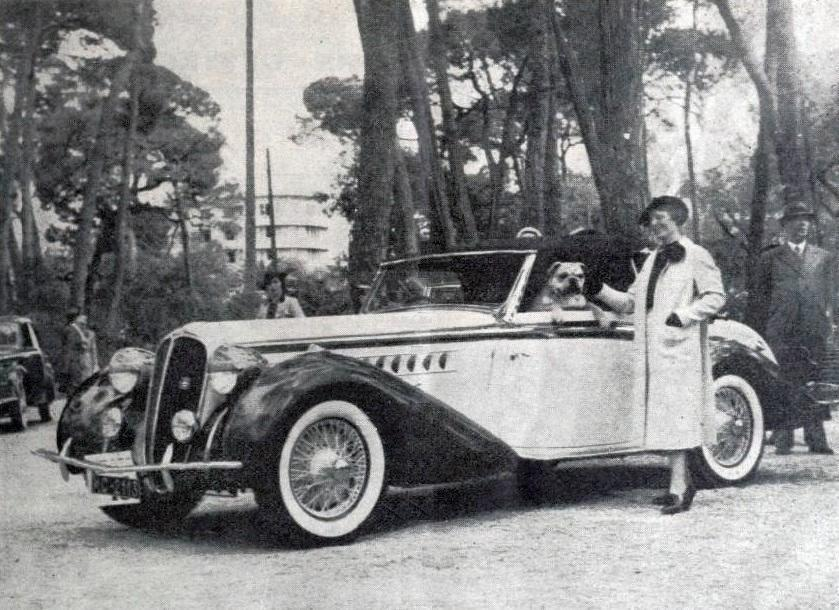
Lucy Schell, victorieuse du Concours d'élégance automobile de Juan-les-Pins en mai 1938, sur Delahaye cabriolet décapotable carrossée par Chapron.

Henri Albert Maurice Chapron, né le 30 décembre 1886 à Nouan-le-Fuzelier (Loir-et-Cher) et mort le 14 mai 1978 à Paris, est un carrossier automobile français.
Son atelier, créé en 1919 se trouve d'abord à Neuilly-sur-Seine puis à Levallois-Perret, dans les environs de Paris.

## Historique
Henri Chapron est né en Sologne, au château de Cerçay, alors propriété de l'agronome français et maire de Lamotte-Beuvron Édouard Lecouteux.
Au début du XXe siècle, Henri Chapron, à l'âge de 14 ans, alors apprenti sellier, part sur son vélo, en tant que "compagnon du Tour de France". Il apprend tous les métiers de la carrosserie, allant de ville en ville, de patron en patron. Il va jusqu'en Algérie.
En décembre 1919, Henri ouvre son atelier de carrosserie à Neuilly-sur-Seine. Il rachète le surplus des Ford T laissées par l'armée américaine au service des Domaines après la Première Guerre mondiale pour les transformer d'abord en véhicules utilitaires, puis en voitures de tourisme. En 1923, il décide de s'agrandir et déménage à Levallois-Perret où l'affaire reste jusqu'à sa fermeture, fin décembre 1985.
De 1919 à 1929, Henri Chapron travaille à partir de châssis Ford, De Dion-Bouton, Morris-Léon Bollée, Ballot, Unic et Delage. Il construit également quelques modèles sur Avions Voisin, Hispano-Suiza, Fiat, Peugeot, Citroën, entre autres.
De 1929 à 1935, Henri Chapron œuvre sur Delage, Lorraine, Voisin, Bugatti, Hispano-Suiza, De Dion-Bouton, Fiat, Talbot, Lancia, Panhard, Chenard et Walcker et Delahaye mais il carrosse aussi des marques américaines telles que Packard, Nash, Graham Paige, Buick, Chrysler, Ford, Cadillac et La Salle. Pendant cette période, Chapron  produit également quelques véhicules commerciaux, ambulances, autobus pour Laffly, Bernard, Latil, Lavigne, Rochet-Schneider et Delahaye.
Enfin, jusque dans les années 1950, il réalise ses modèles à partir de châssis des marques Delage, Delahaye (types 135 et 235), Hotchkiss, Talbot-Lago et Rolls-Royce.

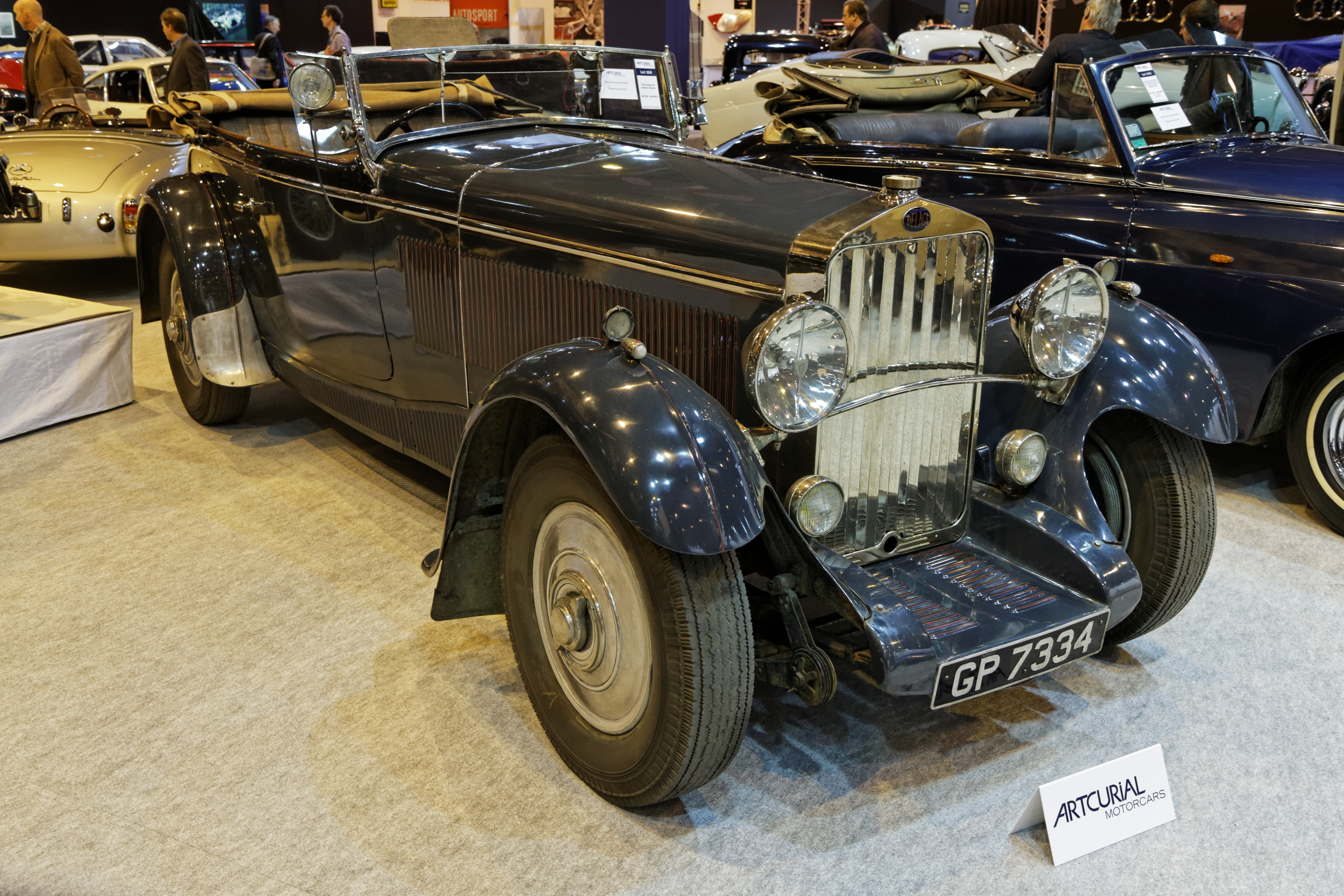
Delage D8 Roadster Chapron (1931).
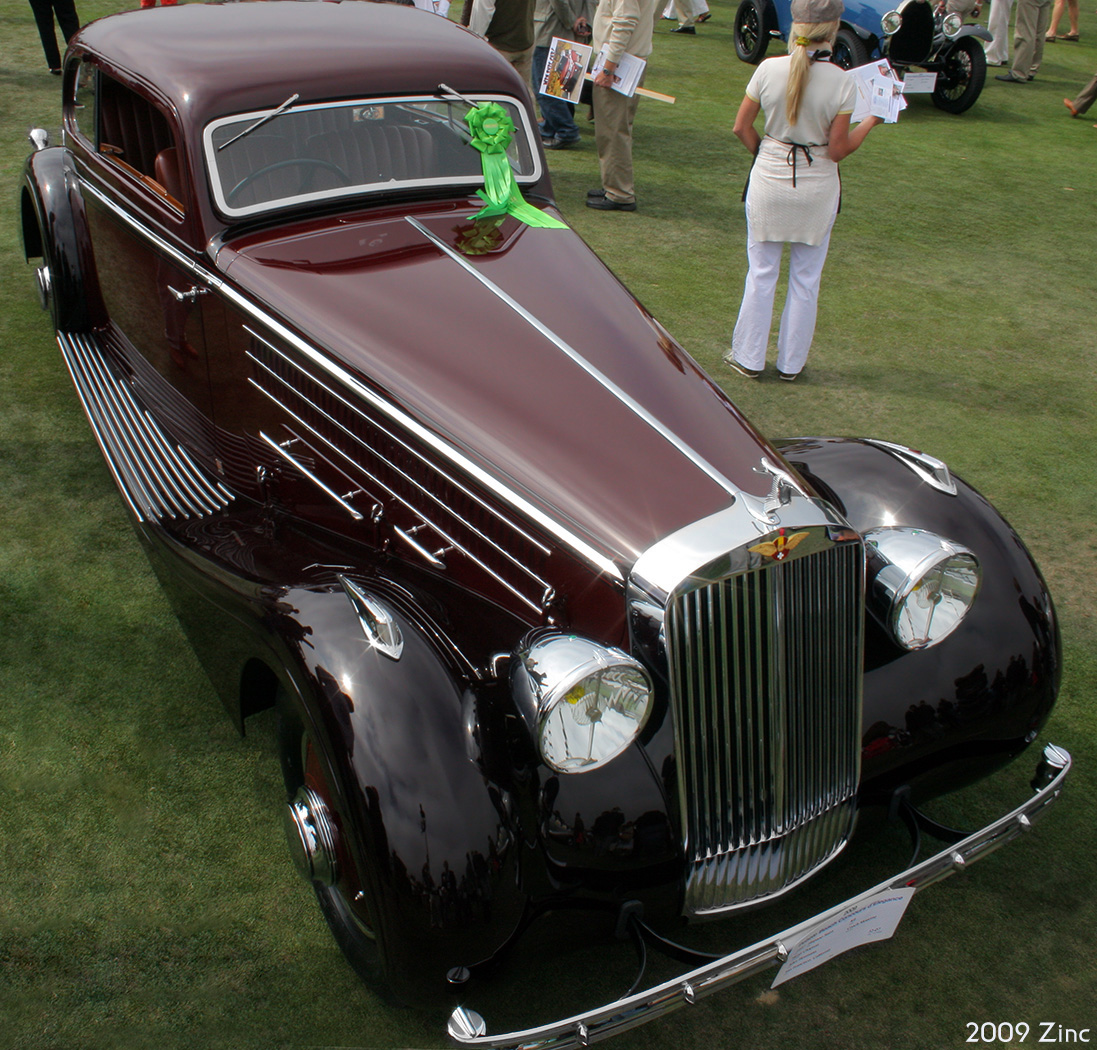
Hispano Suiza K6 Chapron Coach Mouette - bordeaux & noir (1937).
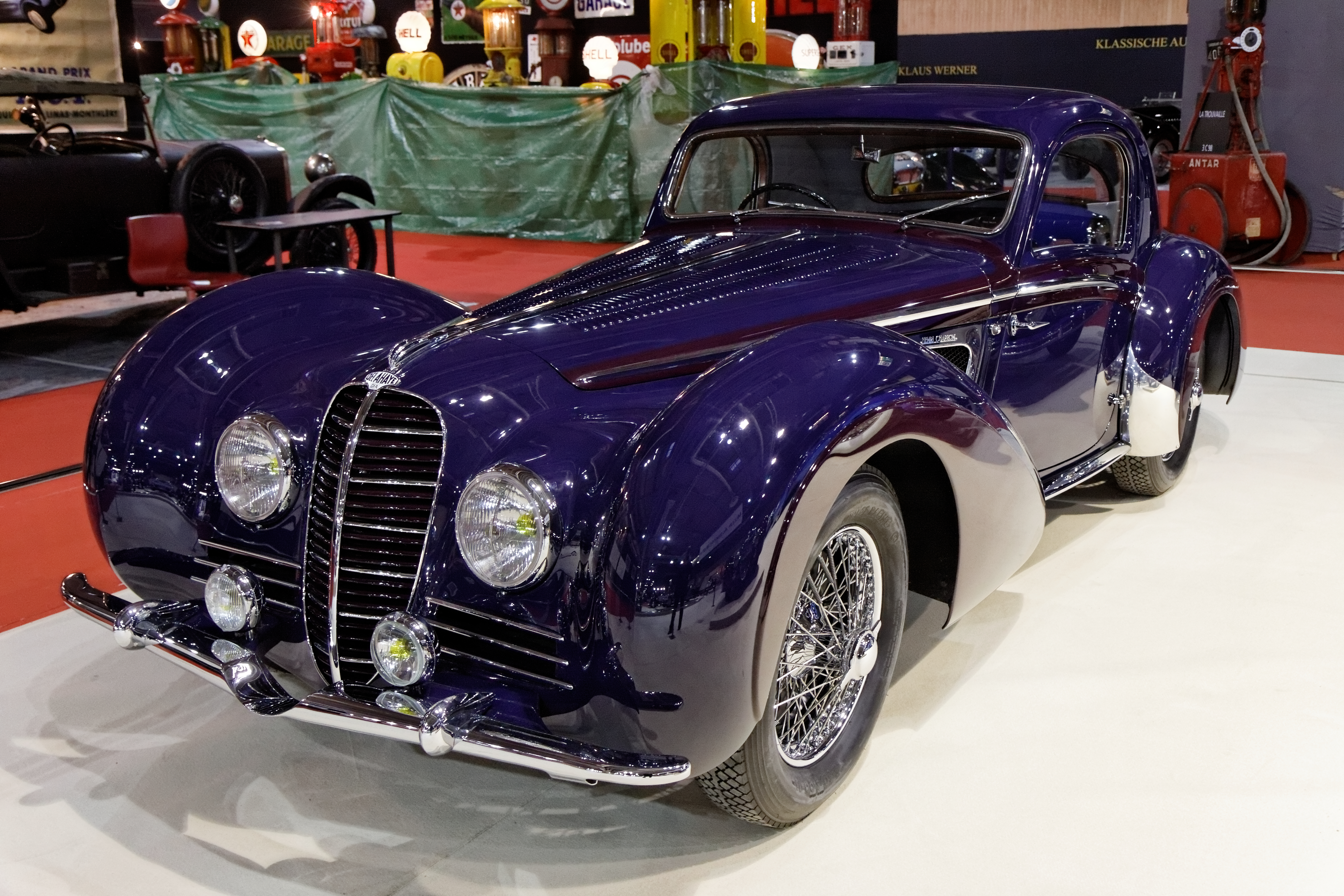
Delahaye Type 145 Chapron (1937).
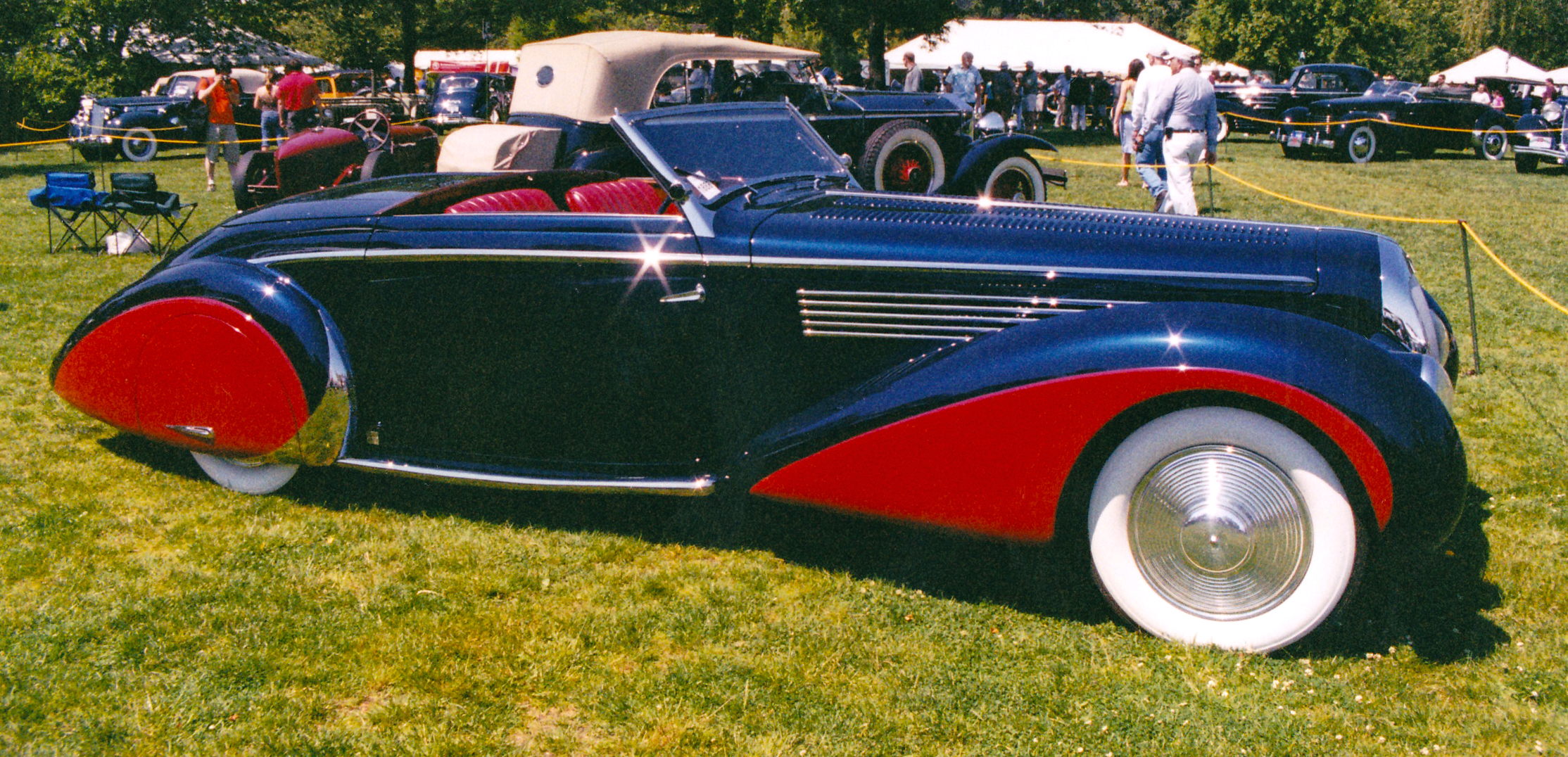
Delage D8-120 Grand Luxe Chapron (1939).
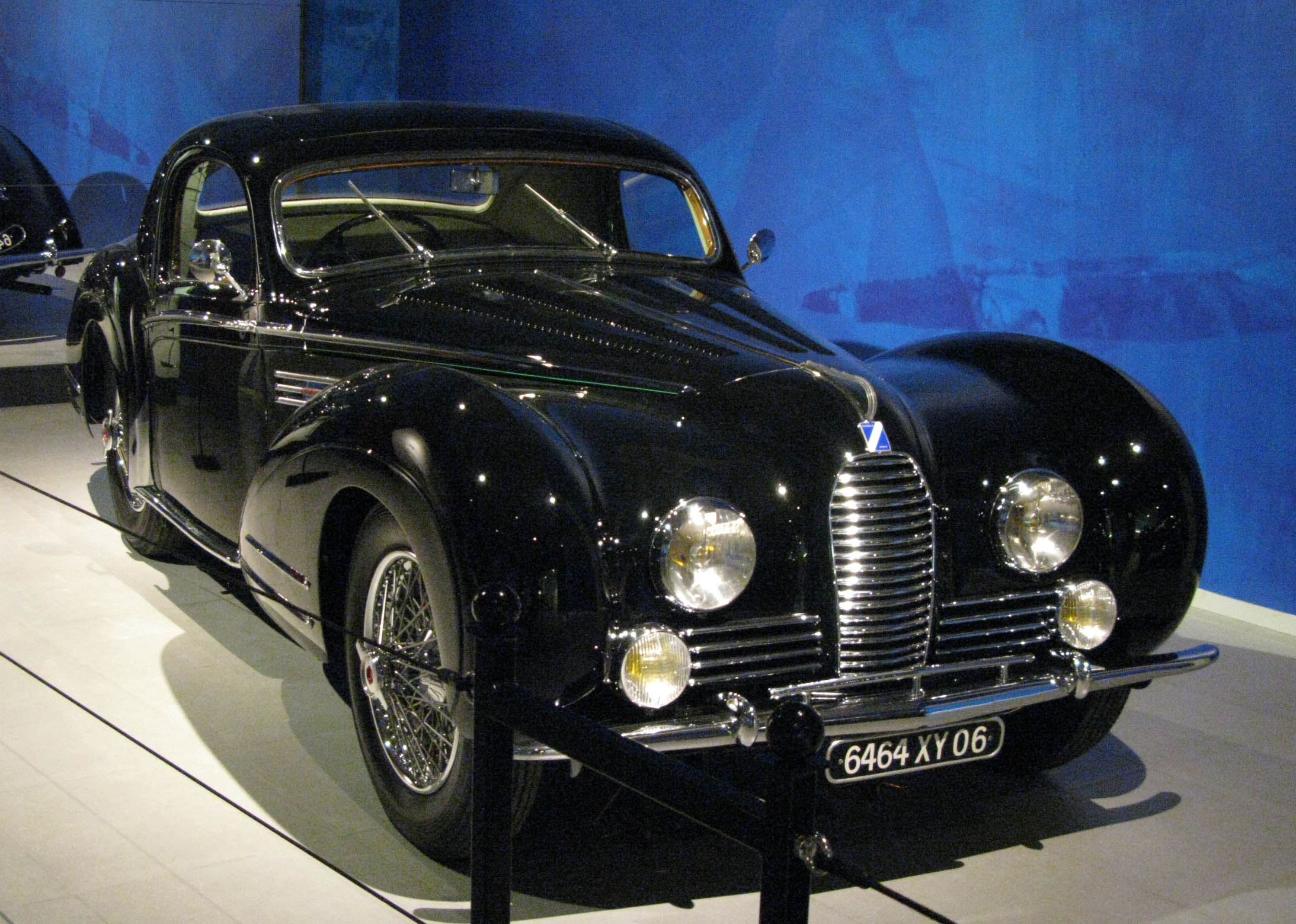
Talbot-Lago T26 Chapron (1949).
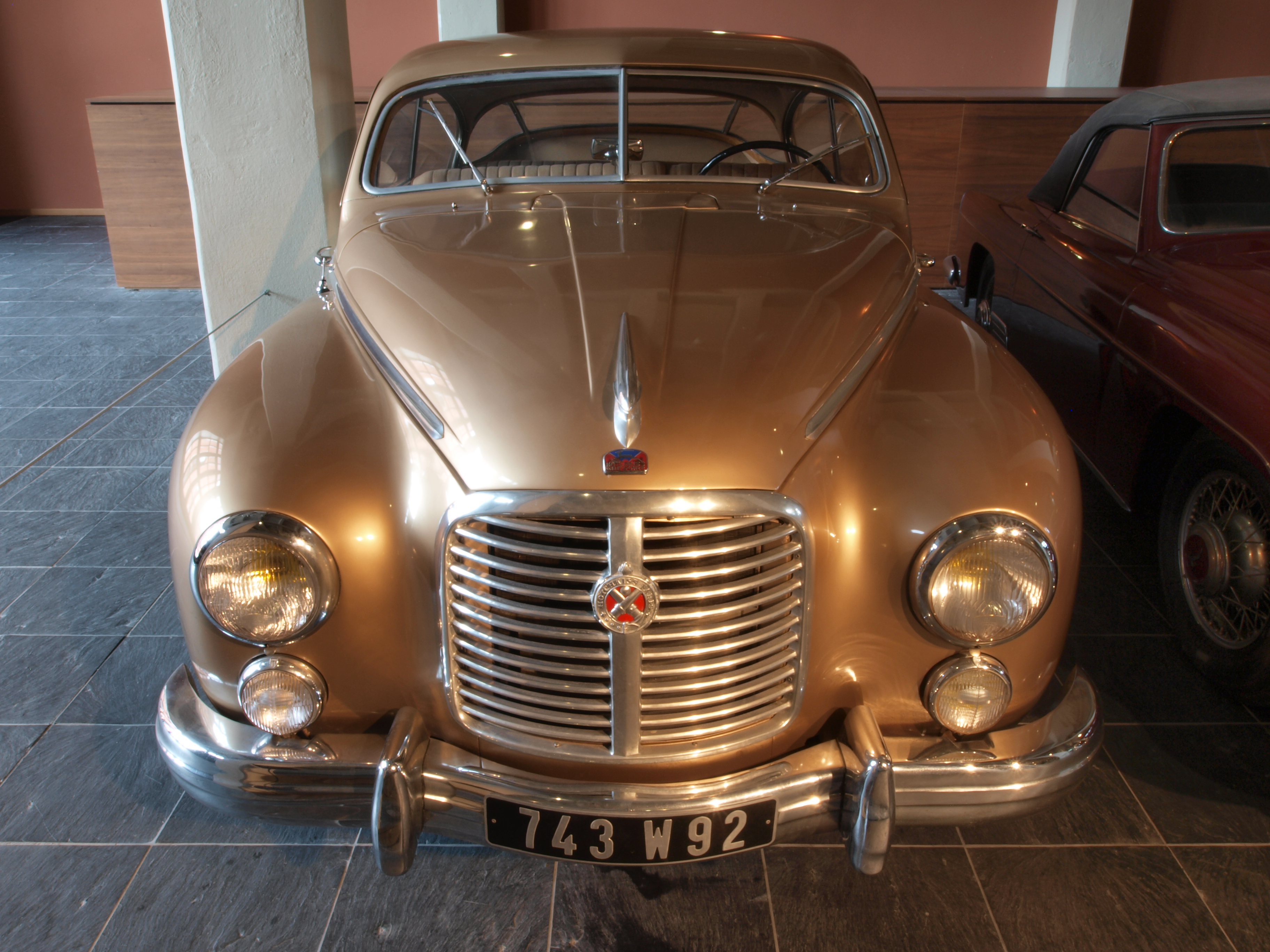
Hotchkiss-Grégoire Coach Chapron (1951-53).

À partir de 1954, la construction à la chaîne se développe dans son atelier avec des voitures monocoques. Outre les marques de luxe françaises, beaucoup de carrossiers disparaissent. Chapron, lui, artiste avant tout, continue son oeuvre . Après avoir transformé des modèles Autobleu, Peugeot, Renault, Salmson et Simca, Chapron imagine une petite série de coupés et de cabriolets sur base de Renault Frégate. Il carrosse spécialement en 1961 une Rolls-Royce Phantom V. Il réalise alors des carrosseries spéciales sur Rolls-Royce, Bentley, Rover et Cadillac.
En 1958, il est séduit par la nouvelle Citroën DS au design aérodynamique hors du temps et décide de transformer la carrosserie DS Berline d'abord en cabriolet "4 places" puis en cabriolet "2 places". Ces modèles deviendront respectivement "La Croisette" et "Le Caddy". Quelques années plus tard, il crée un autre modèle de cabriolet "Le Palm Beach", plusieurs modèles de "coupés" "Le Paris", "Le Concorde" ainsi que "Le Dandy" et "Le Léman". Deux modèles de berline portent les dénominations de "La Majesty" et de "La Lorraine".
Son cabriolet DS fit sensation au Salon de l'automobile 1958. Les dirigeants de Citroën viendront le voir à Levallois dans son atelier, pour lui proposer un accord de production. Pendant 2 années, les équipes de Chapron et Citroën collaboreront de façon à renforcer les normes de sécurité sur la voiture  et à en minimiser le coût de production. Citroën fournira à Henri Chapron une base de travail pour la production du cabriolet de "Série Chapron" sur Citroën DS et ID - le châssis ainsi que quelques pièces d'origine. Le cabriolet de "Série Chapron" est présenté au Pré Catelan puis au Salon de l'Automobile de Paris de 1960. Ce cabriolet sera commercialisé par Citroën ce qui permettra aux acheteurs de bénéficier d'une garantie sur les cabriolets Chapron "de série" achetés.
En 1968, Henri Chapron produit un modèle spécial de la DS pour Charles de Gaulle puis, en 1972, il livre deux "SM décapotables" plate-forme rallongées pour Georges Pompidou. Ces modèles furent utilisés officiellement pour la première fois lors de la visite de la reine Élisabeth II, ensuite pour la visite du pape Jean-Paul II et resteront en service jusque sous Jacques Chirac. En 1972, il livrera un cabriolet sur Cadillac pour le roi du Maroc Hassan II.
Lorsque la Citroën SM est lancée en 1970, Henri Chapron en crée deux variantes, un cabriolet la "Mylord" en 5 exemplaires, de 1971 à 1973 et une berline l'"Opéra" en 7 exemplaires, de 1972 à 1974.
Henri Chapron décède le 14 mai 1978 dans sa 92e année. L'entreprise et l'atelier repris par son épouse, déjà depuis 1968, lui survit jusqu'en décembre 1985, le temps de produire quelques versions de luxe de la Citroën CX et de la Peugeot 604, des landaulets et des voitures blindées. La marque cesse ses activités fin 1985.
La veuve d'Henri Chapron a la présence d'esprit de rassembler et de conserver toutes les archives de son époux à la fermeture de l'affaire. Cela rend possible, à l'heure actuelle, l'identification des véhicules carrossés par l'atelier. En effet, tous ses modèles étaient frappés, en plusieurs endroits, du numéro de fabrication attribué à la voiture.
Françoise Chapron meurt le 6 décembre 2016, à moins de trois mois de ses 100 ans.
Henri Chapron et sa veuve sont tous les deux inhumés au cimetière de Passy.

## La fabrication Chapron en DS
Henri Chapron crée le premier cabriolet en 1958, dont la ligne générale est relativement intéressante. Elle reste quand même assez proche de la berline de par son aile arrière qui doit rester amovible pour permettre son démontage lors d'un changement de roue, ce qui laisse une séparation au niveau du départ de la malle. Cette séparation est : soit habillée par un jonc chromé, soit laissée avec une séparation en creux, le pare brise est abaissé de quatre centimètres et les portières sont allongées. Cette première voiture sera baptisée La Croisette (modèle 1959), suivie par un coach 2 portes 4 places : Le Paris, les ailes arrière sont aussi en deux pièces séparées par un joint, ou cachées par des appliques chromées. Une deuxième version du Paris fait son apparition au salon de Genève en 1960 sans raccord aux ailes arrière. Le coach Le Paris ressemble au pavillon dessiné par Chapron pour les Renault Frégate qui vient perturber les lignes modernes de la Citroën DS. Le Paris disparaît du catalogue après la fabrication de neuf exemplaires, dont aujourd'hui uniquement trois sont recensés.
La Croisette évolue et permet aux établissements Chapron d'affiner et d'affirmer son style : les ailes arrière sont d'une seule pièce échancrée à l'arrière pour rendre accessible la jante arrière ; Les portières seront allongées de 18 centimètres ce qui donne un meilleur équilibre à la voiture en réduisant la longueur de l'aile arrière.

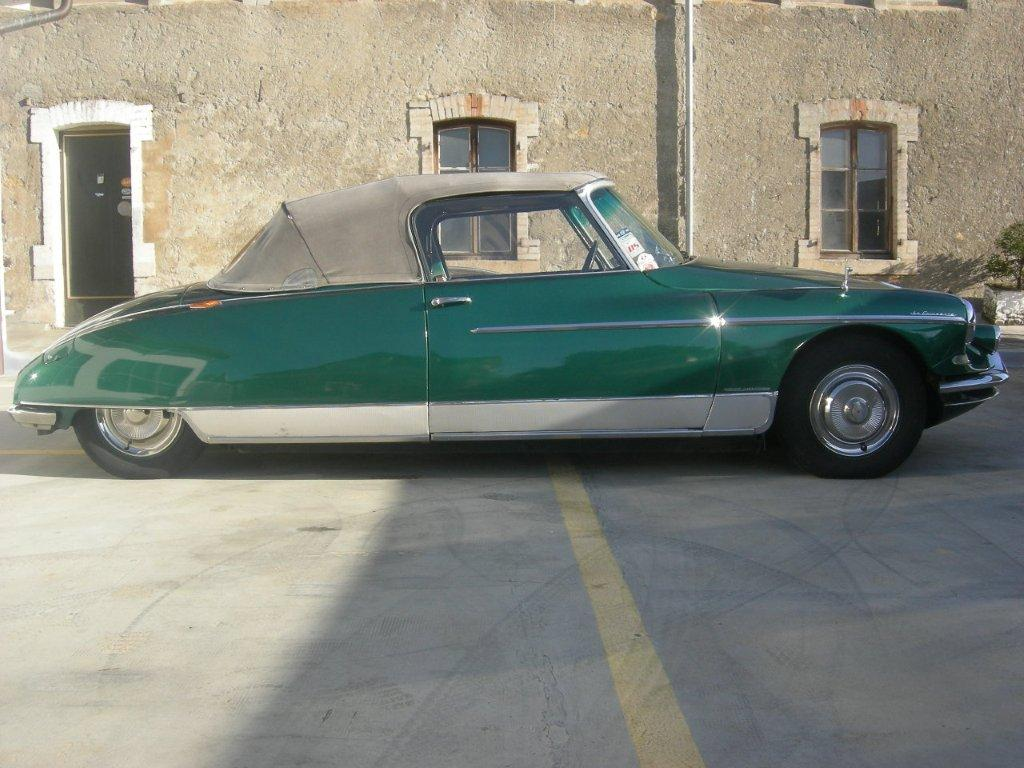
La Croisette 1961

Henri Chapron carrossait aussi bien des DS que des ID et il apportait le même soin aux deux séries, la raison étant de satisfaire la clientèle réfractaire à l'embrayage hydraulique.
En juillet 1959, avec le modèle 1960, apparaît une nouvelle carrosserie, le cabriolet deux places Le Caddy, avec portes étroites jusqu'à la fin de 1960.
En plus des carrosseries spéciales Chapron, le carrossier a produit pour Citroën les cabriolets de série. Ceux-ci ne conservent pas la ligne arrière de la berline, mais héritent d'un arrière légèrement rehaussé que Chapron a aussi adopté provisoirement pour ses propres productions pendant 2 ans.
En dehors de sa production reconnue et numérotée, la carrosserie Henri Chapron a également réalisé de nombreux aménagements à la demande des clients. Essentiellement des selleries spéciales, ou la pose de tablettes arrière sur les voitures ministérielles, mais aussi des découvrables. Chapron s'était spécialisé dans la pose de toits ouvrants à manivelle, mais a aussi produit des découvrables à toit souple.
Sellier de formation et connaisseur, Henri Chapron voulait les plus beaux cuirs. Alors que Citroën achetait ses cuirs chez Costil à Pont-Audemer, Chapron commandait les siens chez Connolly en Angleterre la qualité Vaumol était tannée végétal et teintée légèrement, laissant apparaître un grain incomparable.

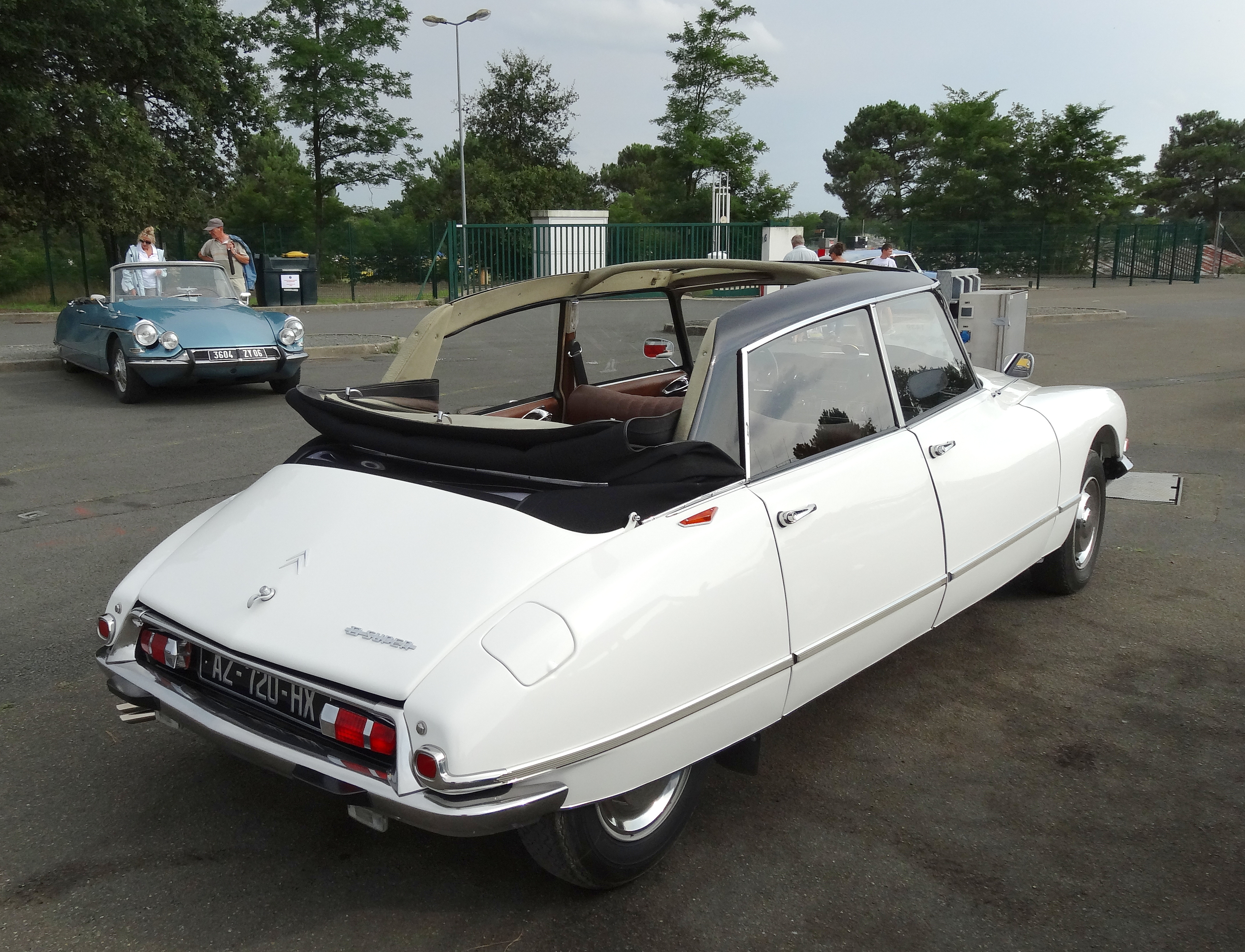
Découvrable 1972

## États des fabrications des DS Chapron
Les états de fabrication suivants sont rapportés à titre indicatif. Néanmoins, les chiffres n'ont pas été vérifiés dans les livres de la carrosserie et peuvent prêter à spéculation.

### État des fabrications des DS cabriolets Chapron
|              | 1958 | 1959 | 1960 | 1961 | 1962 | 1963 | 1964 | 1965 | 1966 | 1967 | 1968 | 1969 | 1970 | 1971 | 1972 | 1973 | Total |
| ------------ | ---- | ---- | ---- | ---- | ---- | ---- | ---- | ---- | ---- | ---- | ---- | ---- | ---- | ---- | ---- | ---- | ----- |
| La Croisette | 6    | 19   | 21   | 2    | 4    |      |      |      |      |      |      |      |      |      |      |      | 52    |
| Caddy        |      | 2    | 6    | 7    | 3    | 2    | 2    | 3    | 3    | 4    | 2    |      |      |      |      |      | 34    |
| Palm Beach   |      |      |      |      | 2    | 3    | 7    | 4    | 4    | 2    | 4    | 2    | 2    | 1    | 1    |      | 32    |
| Cabriolets   | 6    | 21   | 27   | 9    | 9    | 5    | 9    | 7    | 7    | 6    | 6    | 2    | 2    | 1    | 1    |      | 118   |

### État des fabrications des DS coupés Chapron

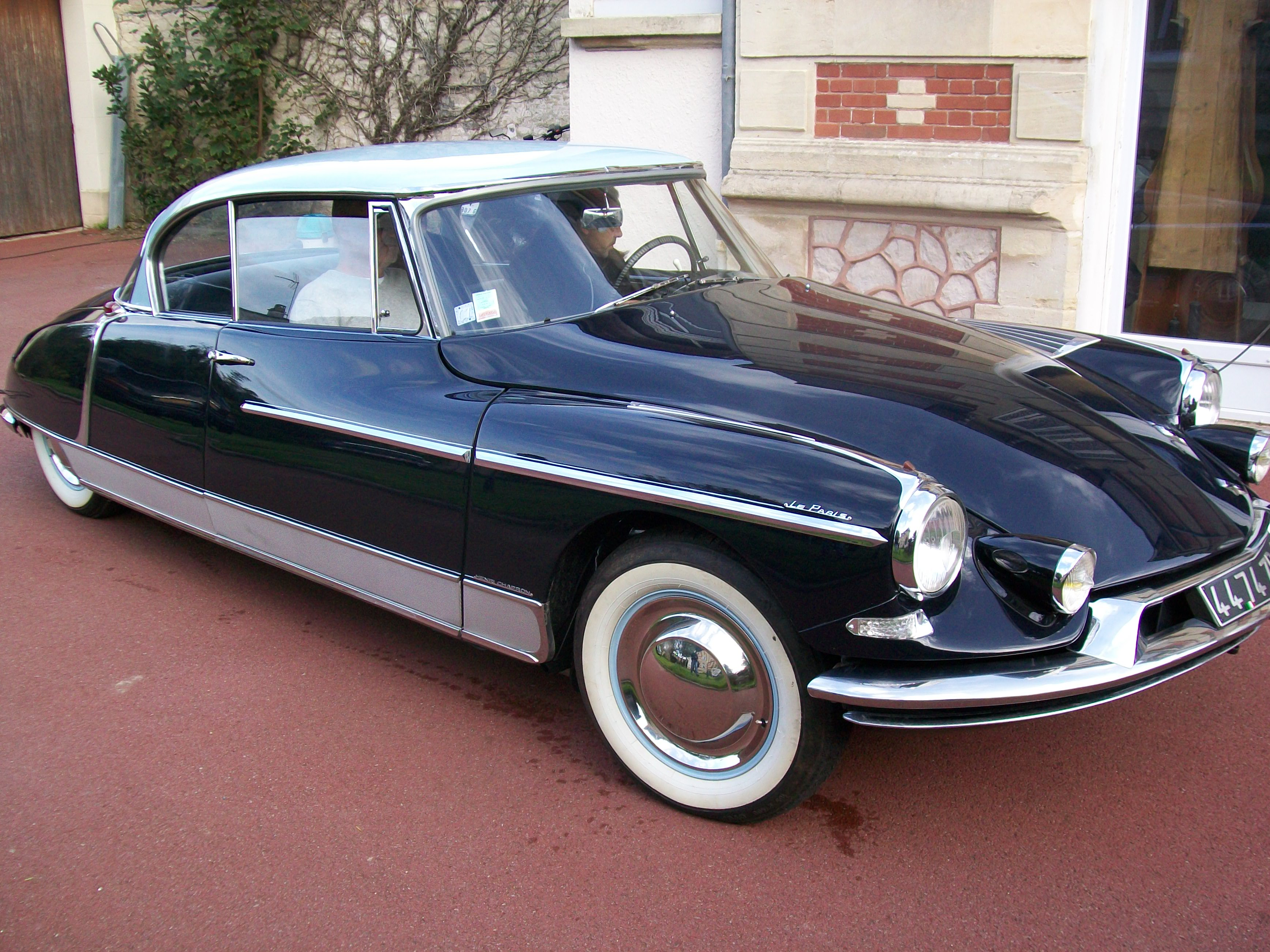
DS 21 Coupé "Le Paris" 1959
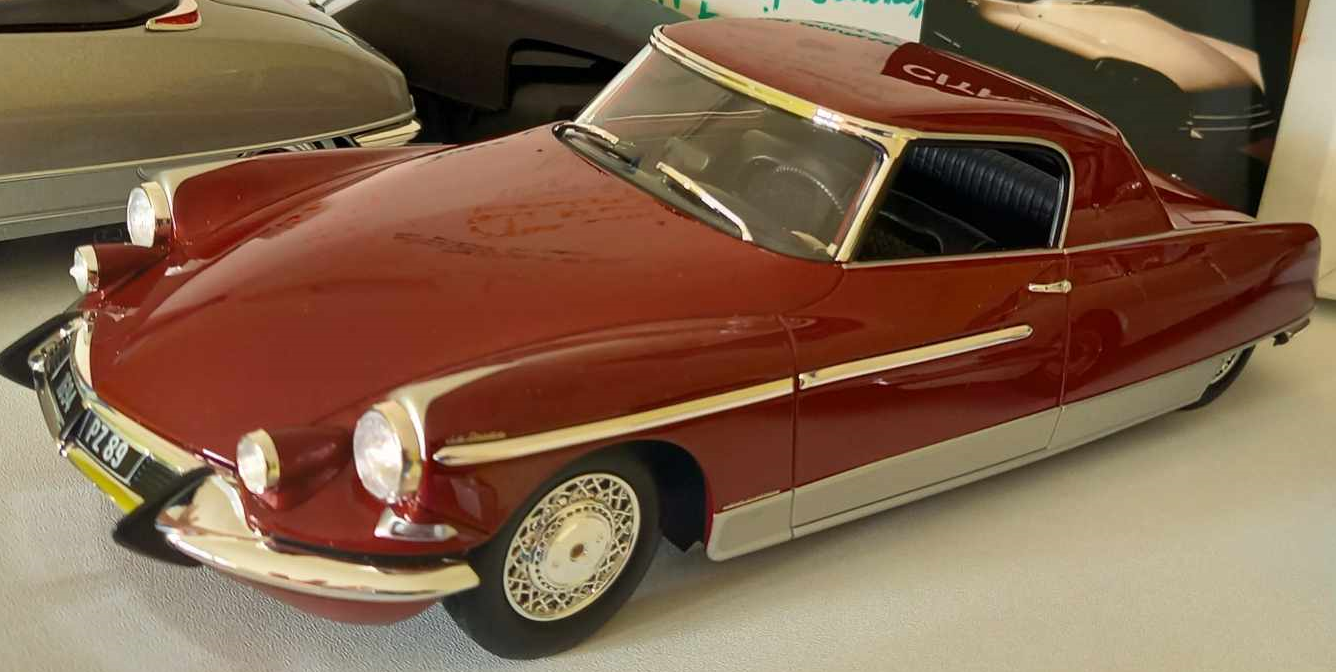
DS 21 Coupé "Le Dandy" 1965
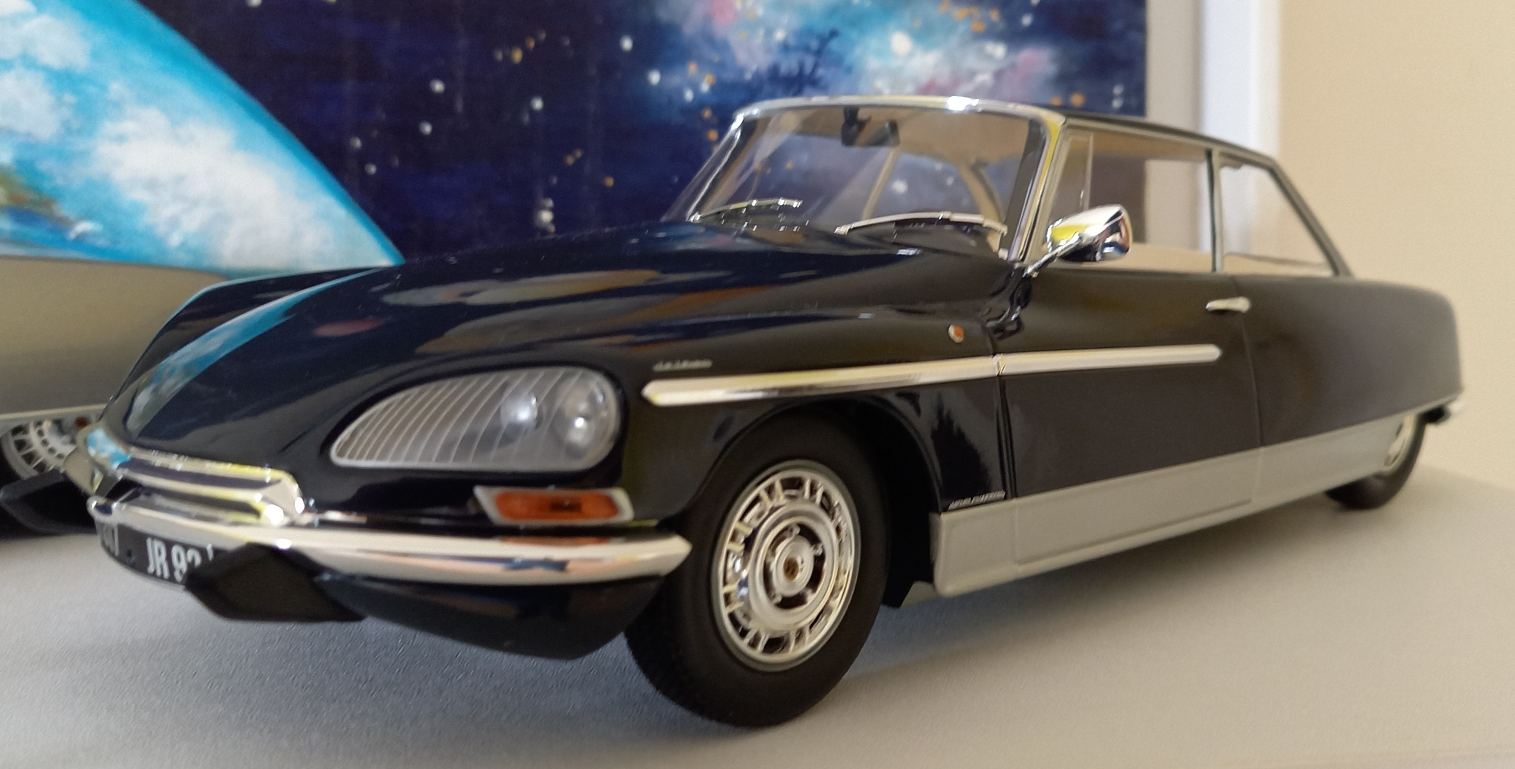
DS 21 Coupé "Le Léman" 1968

|          | 1958 | 1959 | 1960 | 1961 | 1962 | 1963 | 1964 | 1965 | 1966 | 1967 | 1968 | 1969 | 1970 | 1971 | 1972 | 1973 | Total |
| -------- | ---- | ---- | ---- | ---- | ---- | ---- | ---- | ---- | ---- | ---- | ---- | ---- | ---- | ---- | ---- | ---- | ----- |
| Le Paris | 1    | 8    |      |      |      |      |      |      |      |      |      |      |      |      |      |      | 9     |
| Concorde |      |      | 5    | 11   | 7    | 6    | 3    | 6    |      |      |      |      |      |      |      |      | 38    |
| Le Dandy |      |      | 5    | 5    | 10   | 4    | 8    | 8    | 5    | 3    | 2    |      |      |      |      |      | 50    |
| Le Léman |      |      |      |      |      |      |      |      | 7    | 9    | 4    | 2    | 2    |      | 2    | 1    | 27    |
| Coupés   | 1    | 8    | 10   | 16   | 17   | 10   | 11   | 14   | 12   | 12   | 6    | 2    | 2    |      | 2    | 1    | 124   |

### État des fabrications des DS berlines Chapron
|                | 1958 | 1959 | 1960 | 1961 | 1962 | 1963 | 1964 | 1965 | 1966 | 1967 | 1968 | 1969 | 1970 | 1971 | 1972 | 1973 | 1974 | Total |
| -------------- | ---- | ---- | ---- | ---- | ---- | ---- | ---- | ---- | ---- | ---- | ---- | ---- | ---- | ---- | ---- | ---- | ---- | ----- |
| Majesty        |      |      |      |      |      |      | 5    | 3    | 8    | 4    | 3+1  | 2+1  |      |      |      |      |      | 27    |
| Lorraine       |      |      |      |      |      |      |      |      |      |      |      | 2    | 4    | 2    | 3    | 7    | 2    | 20    |
| Présidentielle |      |      |      |      |      |      |      |      |      | 1    |      |      |      |      |      |      |      | 1     |
| Berlines       |      |      |      |      |      |      | 5    | 3    | 8    | 5    | 4    | 5    | 4    | 2    | 3    | 7    | 2    | 48    |